# Ignasi-Joan de Picalquers
Ignasi-Joan de Picalquers (segle xvii, Manresa - 1723, Gaeta) fou militar català durant la Guerra de Successió Espanyola. Defensà la ciutat de Barcelona el 1706 i la de Girona el 1711, entre altres accions en la Guerra de Successió, contra les tropes francocastellanes de Felip d'Anjou. Els Picalquers tenien casa en el carrer que porta el mateix nom al districte de Ciutat Vella de la Ciutat de Barcelona.